# Draft de l'NBA del 2010
El Draft de l'NBA del 2010 es va celebrar el 25 de juny del 2010 al recinte del Madison Square Garden de la ciutat de Nova York.

## Primera ronda
Els escollits en primera ronda foren,
| Pick | Jugador           | Nacionalitat | Equip NBA                                                                                  | Universitat/Club   |
| ---- | ----------------- | ------------ | ------------------------------------------------------------------------------------------ | ------------------ |
| 1    | John Wall         | Estats Units | Washington Wizards                                                                         | Kentucky           |
| 2    | Evan Turner       | Estats Units | Philadelphia 76ers                                                                         | Ohio State         |
| 3    | Derrick Favors    | Estats Units | New Jersey Nets                                                                            | Georgia Tech       |
| 4    | Wesley Johnson    | Estats Units | Minnesota Timberwolves                                                                     | Syracuse           |
| 5    | DeMarcus Cousins  | Estats Units | Sacramento Kings                                                                           | Kentucky           |
| 6    | Ekpe Udoh         | Estats Units | Golden State Warriors                                                                      | Baylor             |
| 7    | Greg Monroe       | Estats Units | Detroit Pistons                                                                            | Georgetown         |
| 8    | Al-Farouq Aminu   | Nigèria      | Los Angeles Clippers                                                                       | Wake Forest        |
| 9    | Gordon Hayward    | Estats Units | Utah Jazz (des de New York Knicks via Phoenix Suns)                                        | Butler             |
| 10   | Paul George       | Estats Units | Indiana Pacers                                                                             | Fresno State       |
| 11   | Cole Aldrich      | Estats Units | New Orleans Hornets (traspasado a Oklahoma City)                                           | Kansas             |
| 12   | Xavier Henry      | Estats Units | Memphis Grizzlies                                                                          | Kansas             |
| 13   | Ed Davis          | Estats Units | Toronto Raptors                                                                            | Carolina del Norte |
| 14   | Patrick Patterson | Estats Units | Houston Rockets                                                                            | Kentucky           |
| 15   | Larry Sanders     | Estats Units | Milwaukee Bucks (desde Chicago)                                                            | VCU                |
| 16   | Luke Babbitt      | Estats Units | Minnesota Timberwolves (desde Charlotte Bobcats vía Denver Nuggets) traspasado a Portland) | Nevada             |
| 17   | Kevin Seraphin    | França       | Chicago Bulls (de Milwaukee, traspasado a Washington)                                      | Cholet (Francia)   |
| 18   | Eric Bledsoe      | Estats Units | Oklahoma City Thunder (desde Miami) traspasado a LA Clippers)                              | Kentucky           |
| 19   | Avery Bradley     | Estats Units | Boston Celtics                                                                             | Texas              |
| 20   | James Anderson    | Estats Units | San Antonio Spurs                                                                          | Oklahoma State     |
| 21   | Craig Brackins    | Estats Units | Oklahoma City Thunder (traspasado a New Orleans)                                           | Iowa State         |
| 22   | Elliot Williams   | Estats Units | Portland Trail Blazers                                                                     | Memphis            |
| 23   | Trevor Booker     | Estats Units | Minnesota Timberwolves (desde Utah vía Philadelphia 76ers) traspasado a Washington)        | Clemson            |
| 24   | Damion James      | Estats Units | Atlanta Hawks (traspasado a New Jersey)                                                    | Texas              |
| 25   | Dominique Jones   | Estats Units | Memphis Grizzlies (desde Denver Nuggets) traspasado a Dallas)                              | Florida del Sur    |
| 26   | Quincy Pondexter  | Estats Units | Oklahoma City Thunder (de Phoenix traspasado a New Orleans)                                | Washington         |
| 27   | Jordan Crawford   | Estats Units | New Jersey Nets (desde Dallas) traspasado a Atlanta)                                       | Xavier             |
| 28   | Greivis Vasquez   | Veneçuela    | Memphis Grizzlies (desde New Orleans)                                                      | Maryland           |
| 29   | Daniel Orton      | Estats Units | Orlando Magic                                                                              | Kentucky           |
| 30   | Lazar Hayward     | Estats Units | Washington Wizards(de Cleveland, traspasado a Minnesota)                                   | Marquette          |

## Segona Ronda
En segona ronda foren,
| Pick | Jugador            | Nacionalitat | Equip NBA                                                                        | Universitat/Club                 |
| ---- | ------------------ | ------------ | -------------------------------------------------------------------------------- | -------------------------------- |
| 31   | Tibor Pleiß        | Alemanya     | New Jersey Nets (traspasado a Oklahoma City via Atlanta)                         | Brose Baskets (Alemania)         |
| 32   | Dexter Pittman     | Estats Units | Miami Heat (de Minnesota via Oklahoma City)                                      | Texas                            |
| 33   | Hassan Whiteside   | Estats Units | Sacramento Kings                                                                 | Marshall                         |
| 34   | Armon Johnson      | Estats Units | Portland Trail Blazers (de Golden State)                                         | Nevada                           |
| 35   | Nemanja Bjelica    | Sèrbia       | Washington Wizards (traspasado a Minnesota)                                      | Estrella Roja Belgrado (Serbia)  |
| 36   | Terrico White      | Estats Units | Detroit Pistons                                                                  | Ole Miss                         |
| 37   | Darington Hobson   | Estats Units | Milwaukee Bucks (de Philadelphia)                                                | New Mexico                       |
| 38   | Andy Rautins       | Canadà       | New York Knicks                                                                  | Syracuse                         |
| 39   | Landry Fields      | Estats Units | New York Knicks (de L.A. Clippers via Denver)                                    | Stanford                         |
| 40   | Lance Stephenson   | Estats Units | Indiana Pacers                                                                   | Cincinnati                       |
| 41   | Jarvis Varnado     | Estats Units | Miami Heat (de New Orleans)                                                      | Mississippi State                |
| 42   | Da'Sean Butler     | Estats Units | Miami Heat (de Toronto)                                                          | West Virginia                    |
| 43   | Devin Ebanks       | Estats Units | Los Angeles Lakers (de Memphis)                                                  | West Virginia                    |
| 44   | Jerome Jordan      | Jamaica      | Milwaukee Bucks (de Chicago vía Portland i Golden State)                         | Tulsa                            |
| 45   | Paulo Prestes      | Brasil       | Minnesota Timberwolves (de Houston)                                              | Club Baloncesto Granada (España) |
| 46   | Gani Lawal         | Estats Units | Phoenix Suns (de Charlotte)                                                      | Georgia Tech                     |
| 47   | Tiny Gallon        | Estats Units | Milwaukee Bucks                                                                  | Oklahoma                         |
| 48   | Latavious Williams | Estats Units | Miami Heat (traspasado a Oklahoma City)                                          | Tulsa 66ers (D-League)           |
| 49   | Ryan Richards      | Regne Unit   | San Antonio Spurs                                                                | CB Gran Canaria (España)         |
| 50   | Solomon Alabi      | Nigèria      | Dallas Mavericks (de Oklahoma City, traspasado a Toronto)                        | Florida State                    |
| 51   | Magnum Rolle       | Bahames      | Oklahoma City Thunder (de Portland vía Dallas i Minnesota, traspasado a Indiana) | Louisiana Tech                   |
| 52   | Luke Harangody     | Estats Units | Boston Celtics                                                                   | Notre Dame                       |
| 53   | Pape Sy            | França       | Atlanta Hawks                                                                    | STB Le Havre (Francia)           |
| 54   | Willie Warren      | Estats Units | Los Angeles Clippers (de Denver)                                                 | Oklahoma                         |
| 55   | Jeremy Evans       | Estats Units | Utah Jazz                                                                        | Western Kentucky                 |
| 56   | Hamady N'Diaye     | Senegal      | Minnesota Timberwolves (de Phoenix, traspasado a Washington)                     | Rutgers                          |
| 57   | Ryan Reid          | Estats Units | Indiana Pacers (de Dallas, traspasado a Oklahoma City)                           | Florida State                    |
| 58   | Derrick Caracter   | Estats Units | Los Angeles Lakers                                                               | UTEP                             |
| 59   | Stanley Robinson   | Estats Units | Orlando Magic                                                                    | Connecticut                      |
| 60   | Dwayne Collins     | Estats Units | Phoenix Suns (de Cleveland)                                                      | Miami                            |